# 大力水手
《大力水手》（英語：Popeye the Sailor），又譯作卜派、波佩、波比、普派，是美國的漫畫及漫畫人物，大力水手出現於1929年1月17日的美國《Thimble Theatre》連環漫畫，創造人是來自美國伊利诺伊州彻斯特镇的連環漫畫家E·C·西格（Elzie Crisler Segar），大力水手漫畫甫一問世即大受歡迎，甚至在當地出現食用菠菜的热潮。
1933年由Fleischer Studios拍成卡通電影短片，交由派拉蒙電影公司發行，風靡全球。Fleischer Studios拍了108集，1942年改由派拉蒙自己的動畫部門Famous Studios自行拍攝，至1957年停止，拍了126集。
1938年西格去世，这部系列连环漫画由贝拉·沙波利（Bela Zaboly）和汤姆·西姆斯（Tomsims）接棒；1958年再由巴德·沙根道尔夫（Bud Sagendorf）接替，歷久不衰，曾在全球五百家報紙連載，出品過數百部動畫卡通。
1960年代美國推出了電視播放的《大力水手》卡通。
1980年派拉蒙影業出品的大力水手真人版電影，由羅賓·威廉斯主演大力水手卜派。
1999年卜派和奥莉薇结束历时70年的“爱情长跑”，有情人終成眷屬。

## 主要角色

### 電視動畫（1960年代）
- 波派（Popeye）

美國配音：Jack Mercer；香港配音：龔祖澤；   台灣配音：陳幼文
34歲，來自加利福尼亞州聖塔莫尼卡，是個獨眼且不修邊幅的小個子水手，但隨著劇情需要也會出現如偵探、警長等職業，或自己開店當老闆的情況。
個性有些好色，也成為了他最大弱點，愛抽煙斗，愛打拳擊。
總是在吃完一罐菠菜之後，就會力大無窮，擊敗情敵布鲁托（Bluto），但偶爾有被對方反吃菠菜擊敗或利用給其他人吃菠菜來獲得好處的情況。
在1987年的電視動畫《大力水手父子情》中已和奧莉薇成為夫妻，並育有一名不喜歡吃菠菜的兒子卜派二世（Popeye Jr.），但此設定因動畫收視率慘淡而自此從官方設定消失。
- 奧莉薇（Olive）

美國配音：Mae Questel；香港配音：黃小英；   台灣配音：陶敏嫻
29歲，卜派的麻煩女友，來自紐約市，時常被布魯托擄走，導致經常需要卜派拯救。但也有幾次是她吃下菠菜拯救卜派，甚至是教訓卜派和布鲁托的情況，1983年漢那巴柏拉版本的電視動畫中亦有吃了菠菜會變身成神奇奧莉薇（Wonder Olive）的設定。
在1987年的電視動畫《大力水手父子情》中已和卜派成為夫妻，但此設定因動畫收視率慘淡而自此從官方設定消失。
- 布鲁托（Bluto）

美國配音：Jackson Beck；香港配音：周永光；   台灣配音：徐健春
36歲，卜派的情敵，來自加州好萊塢，是一位長相粗獷，身材魁梧且性格好色的壯漢，時常愛從卜派身邊搶走奧莉薇，但最終都被吃了菠菜而變強的卜派報復自食惡果。
在二戰時期主要和卜派聯手對抗日軍和德軍，偶爾也有卜派幫助他或為了利益給他吃菠菜得到力量的情況，新版動畫新增布魯托討厭吃菠菜的設定。
在國王影像版本的大力水手電視動畫中，因為布鲁托的角色版權在派拉蒙手上且不願釋出，所以此版本自行原創一個名為笨驢（Brutus）的類似角色，在官方漫畫中則設定兩人為雙胞胎兄弟。
在1987年的電視動畫《大力水手父子情》中已結婚並育有一子坦克（Tank Bluto），是名跟他一樣壞的小惡霸，但此設定因動畫收視率慘淡而自此從官方設定消失。。
- 温皮（Wimpy）

香港配音：陳德
一個愛吃漢堡的胖男子，原作漫畫中早於卜派登場，經常以客串方式出現。
看似愚笨卻頗有生意頭腦，總是能在卜派和布魯托的爭鬥中漁翁得利。

## 外部連結
- Frank Fiegel, the man who inspired Popeye （页面存档备份，存于）
- Official Popeye & Friends Character Trail site （页面存档备份，存于）
- Popeye （页面存档备份，存于） at Comics Kingdom
- Popeye's Cartoon Club （页面存档备份，存于） at Comics Kingdom
- Fleischer Popeye Tribute
- Popeye: The Home of Popeye the Sailor Man
- History of Popeye （页面存档备份，存于）
- Popeye TV animation （页面存档备份，存于）